# 다카쓰마산
다카쓰마산(일본어: 高妻山)은 니가타현 묘코시와 나가노현 나가노시 등 양쪽 지역을 사이에 둔 산으로, 해발 2,353m의 산이다. 그러나 이 산은 일본백명산에 등재되어 있는 산이기도 하며, 별칭은 도가쿠시 후지(戸隠富士)이다.

## 갤러리

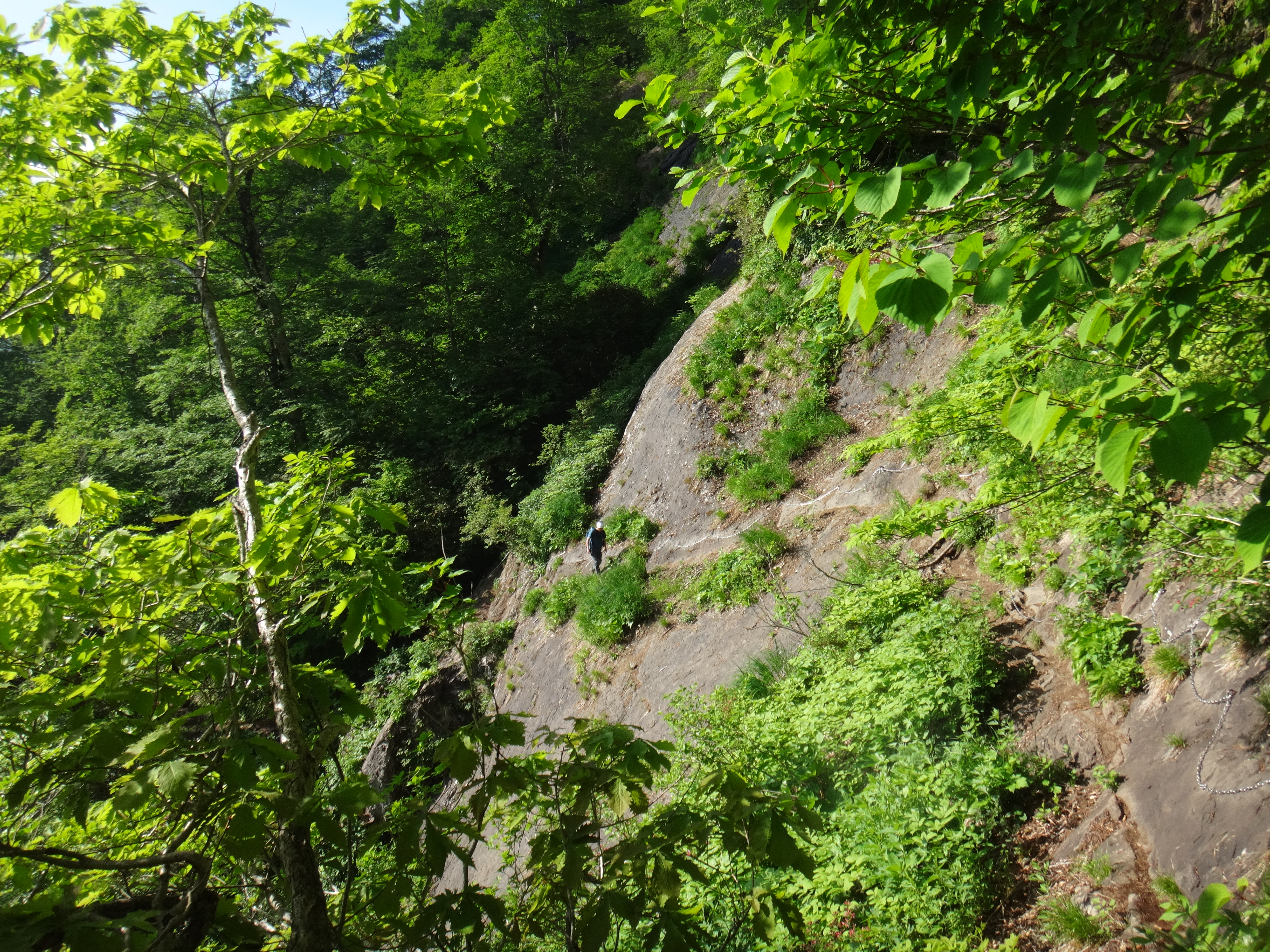
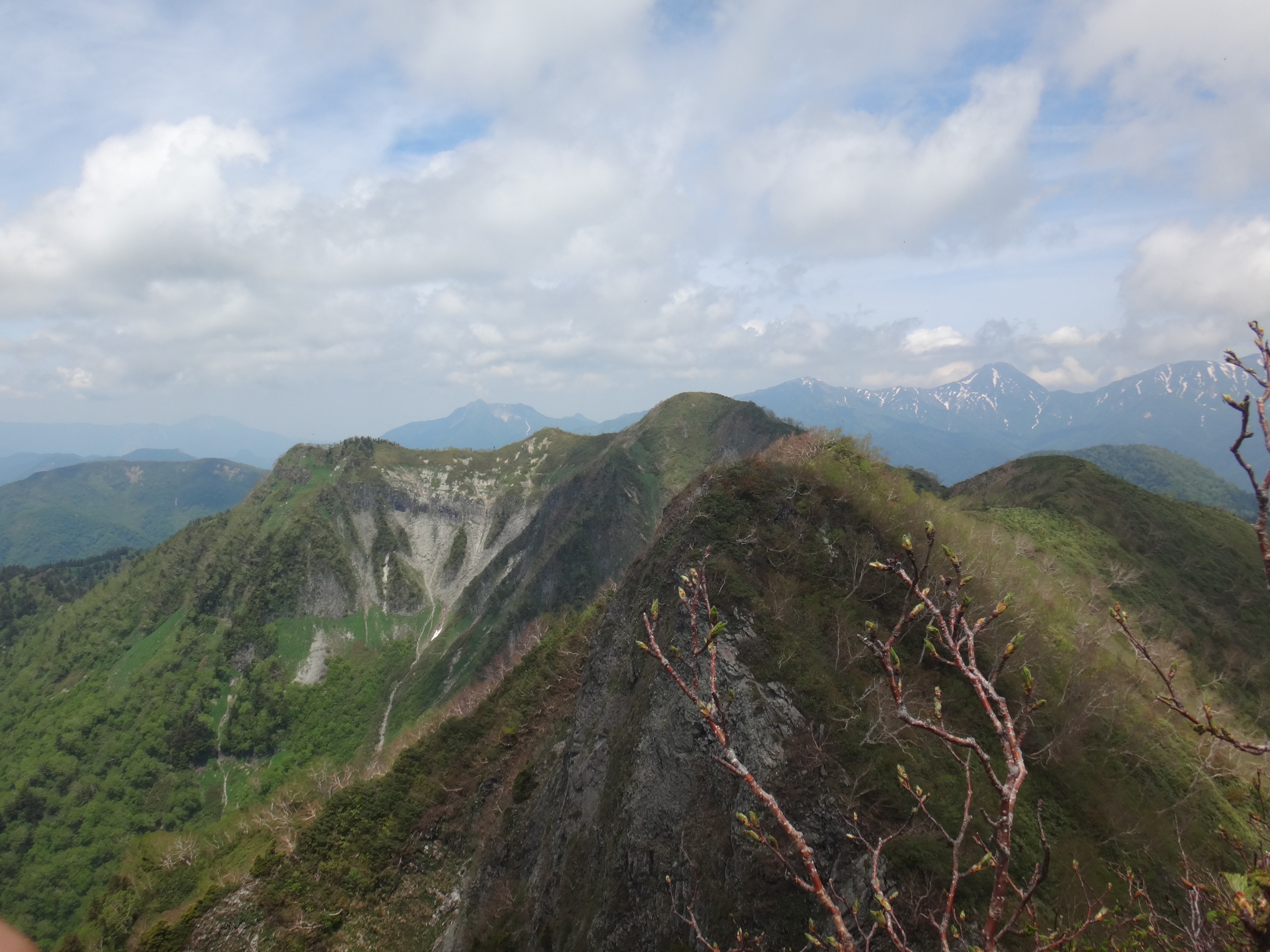
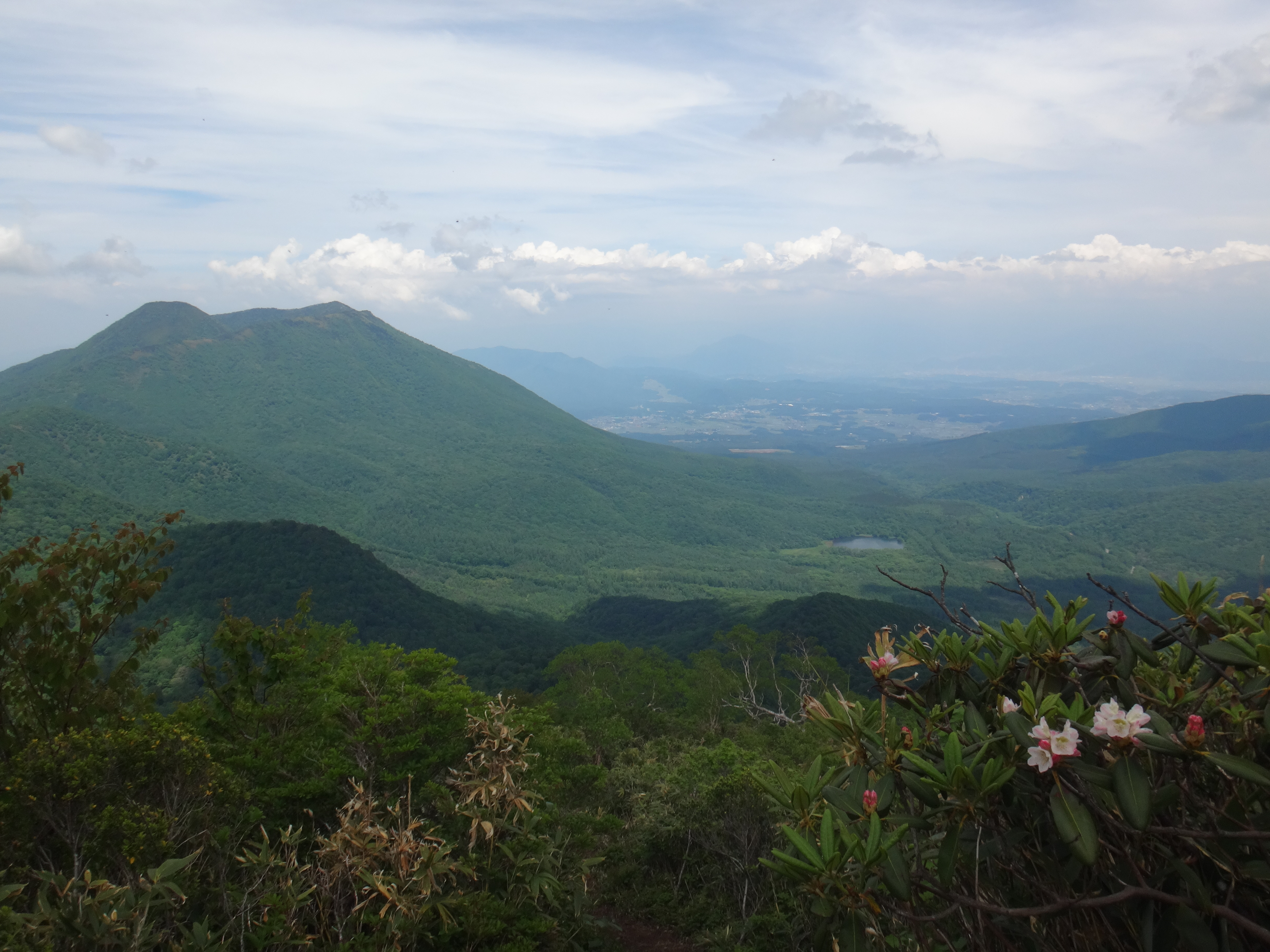
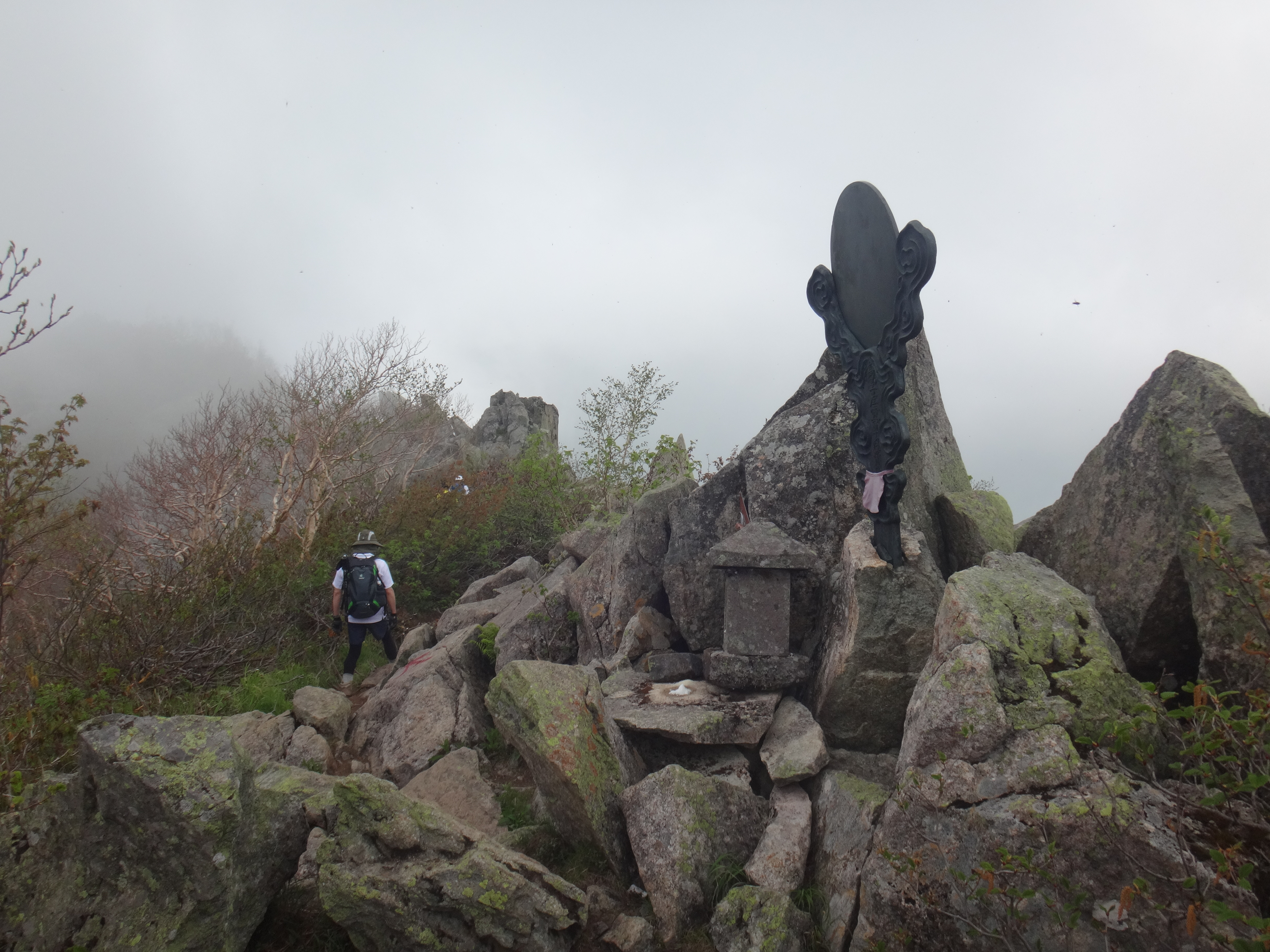

## 같이 보기
- 일본백명산
- 나가노현
- 니가타현